# Замула, Олеся
Олеся Замула (азерб. Olesya Zamula, род. 1984) — азербайджанская (ранее — латвийская) женщина-борец вольного стиля, бывший член национальной сборной Азербайджана, бронзовый призёр чемпионата Европы 2011 года в Дортмунде, участница летних Олимпийских игр 2008 года в Пекине.